# Polska Liga Koszykówki
Polska Liga Koszykówki, od sezonu 2023/24 pod marketingową nazwą Orlen Basket Liga (w skrócie OBL) – najwyższa w hierarchii klasa męskich ligowych rozgrywek koszykarskich w Polsce, będąca jednocześnie najwyższym szczeblem centralnym (I poziom ligowy). Zmagania w jej ramach toczą się cyklicznie (co sezon), systemem kołowym, od sezonu 1984/85 dodatkowo z fazą play-off na zakończenie każdego z sezonów i przeznaczone są dla najlepszych polskich drużyn klubowych. Jej triumfator zostaje mistrzem Polski, zaś najsłabsze drużyny relegowane są do I ligi polskiej. Czołowe zespoły klasyfikacji końcowej każdego sezonu uzyskują prawo występów w europejskich pucharach w sezonie następnym (Eurocup, Liga Mistrzów FIBA, FIBA Europe Cup).
PLK jest ligą zawodową, od października 2001 r. członkiem Unii Europejskich Lig Koszykarskich (ULEB), a od września 2005 r. również akcjonariuszem spółki Euroleague Commercial Assets SA (ECA). Do udziału w jej rozgrywkach zostają dopuszczone wyłącznie kluby posiadające status profesjonalny (tj. działające w formie spółki handlowej), które – po spełnieniu wszelkich niezbędnych kryteriów – otrzymały roczną licencję na występy na tym szczeblu (możliwe jest również wydawanie tzw. licencji warunkowych).

## Historia
Decyzję o przeprowadzaniu mistrzostw Polski koszykówce mężczyzn w formule ligowej podjęto w 1946 r., a pierwsza edycja ligi odbyła się w sezonie 1947/48. Na przestrzeni lat zmianom ulegała zarówno nazwa rozgrywek, jak i system ich przeprowadzania (klasyczna formuła ligowa, formuła ligowa z późniejszym podziałem na grupę mistrzowską i grupę spadkową, formuła ligowa z fazą play-off), różna była też liczba drużyn przystępujących do rywalizacji (od 9 do 17). Do końca sezonu 1996/97 organizatorem zmagań ligowych wszystkich szczebli w Polsce był Polski Związek Koszykówki (PZKosz.). Na mocy licencji, przyznanej przez Urząd Kultury Fizycznej i Sportu, od sezonu 1997/98 zarządzaniem rozgrywkami najwyższego szczebla zajmuje się – utworzony w tym celu – podmiot o nazwie Polska Liga Koszykówki SA (organizacja założona w 1995 r. pod nazwą Polska Liga Koszykówki Sp. z o.o., jako spółka akcyjna od 2000 r.), natomiast PZKosz. administruje wszystkimi pozostałymi klasami rozgrywkowymi (tj. od I ligi w dół). Od sezonu 2000/01 PLK jest ligą profesjonalną, bowiem w 2000 r. dokonano zmiany statusu prawnego klubów i samej PLK SA (kluby stały się sportowymi spółkami akcyjnymi, zaś PLK Sp. z o.o. przeistoczyła się w PLK SA).

### Oficjalne nazwy ligi
Od sezonu 1947/48 do sezonu 1996/97 najważniejszą klasę rozgrywkową koszykówki mężczyzn określano mianem I ligi polskiej, bądź Ekstraklasy polskiej. Później – na przestrzeni lat – oficjalna nazwa najwyższego szczebla męskich rozgrywek koszykarskich ulegała kilkukrotnym zmianom, co było uwarunkowane nazwami sponsorów tytularnych ligi:
- Polska Liga Koszykówki (PLK) – od sezonu 1997/98 do sezonu 1998/99;

Nazwa wynikała z racji przekształcenia rozgrywek w ligę zawodową (wówczas jeszcze bez strategicznego i tytularnego sponsora);
- Lech Basket Liga (LBL) – od sezonu 1999/2000 do sezonu 2000/01;

Nazwa wynikała z racji umowy sponsoringowej z Lech Browary Wielkopolski;
- Era Basket Liga (EBL) – od sezonu 2003/04 do sezonu 2004/05;

Nazwa wynikała z racji umowy sponsoringowej z Polską Telefonią Cyfrową (operatorem sieci Era);
- Dominet Basket Liga (DBL) – w sezonie 2005/06;

Nazwa wynikała z racji umowy sponsoringowej z Dominet Bankiem SA, którą podpisano 21 listopada 2005 (w trakcie sezonu 2005/06). Na jej mocy liga dostawała ponad 2 mln zł rocznie;
- Dominet Bank Ekstraliga (DBE) – od sezonu 2006/07 do sezonu 2007/08;

Nazwa wynikała z racji umowy sponsoringowej z Dominet Bankiem SA i obowiązywała od 13 października 2006 do 30 września 2008;
- Polska Liga Koszykówki (PLK) – w sezonie 2008/09;

Zarząd PLK nie znalazł żadnego sponsora strategicznego i tytularnego dla ligi;
- Polska Liga Koszykówki/Tauron Basket Liga (PLK/TBL) – w sezonie 2009/10;

Zarząd PLK nie znalazł żadnego sponsora strategicznego i tytularnego dla ligi przed rozpoczęciem sezonu. Dopiero w trakcie rozgrywek, 27 kwietnia 2010 PLK SA podpisała umowę sponsoringową z Tauron Polska Energia SA na okres do końca sezonu 2009/10;
- Tauron Basket Liga (TBL) – w sezonie 2010/11;

Umowa sponsoringowa została podpisana 9 września 2010 z Tauron Polska Energia SA;
- Tauron Basket Liga (TBL) – od sezonu 2011/12 do sezonu 2015/16;

Umowa sponsoringowa została podpisana 29 sierpnia 2011 z Tauron Polska Energia SA, a wygasła 30 czerwca 2016;
- Polska Liga Koszykówki (PLK) – w sezonie 2016/17;

Zarząd PLK nie znalazł żadnego sponsora strategicznego i tytularnego dla ligi. Jesienią 2016 r. PLK SA prowadziła zaawansowane negocjacje w tej sprawie z PZU SA, jednak do podpisania umowy nie doszło;
- Polska Liga Koszykówki/Energa Basket Liga (PLK/EBL) – w sezonie 2017/18;

Zarząd PLK nie znalazł żadnego sponsora strategicznego i tytularnego dla ligi przed rozpoczęciem rozgrywek. W listopadzie 2017 r. partnerem głównym Polskiej Ligi Koszykówki na sezon 2017/18 został Totalizator Sportowy. W październiku i listopadzie 2017 r. prowadzono negocjacje dotyczące partnerstwa tytularnego z Grupą Kapitałową Energa, a umowę w tej sprawie podpisano w grudniu 2017 r. (oficjalnie zaś ów fakt ogłoszono 9 stycznia 2018). Umowa obowiązywała do końca sezonu 2017/2018;
- Energa Basket Liga (EBL) – od sezonu 2018/19 do sezonu 2022/23;
- Orlen Basket Liga (OBL) – od sezonu 2023/24

### Transmisje w telewizji

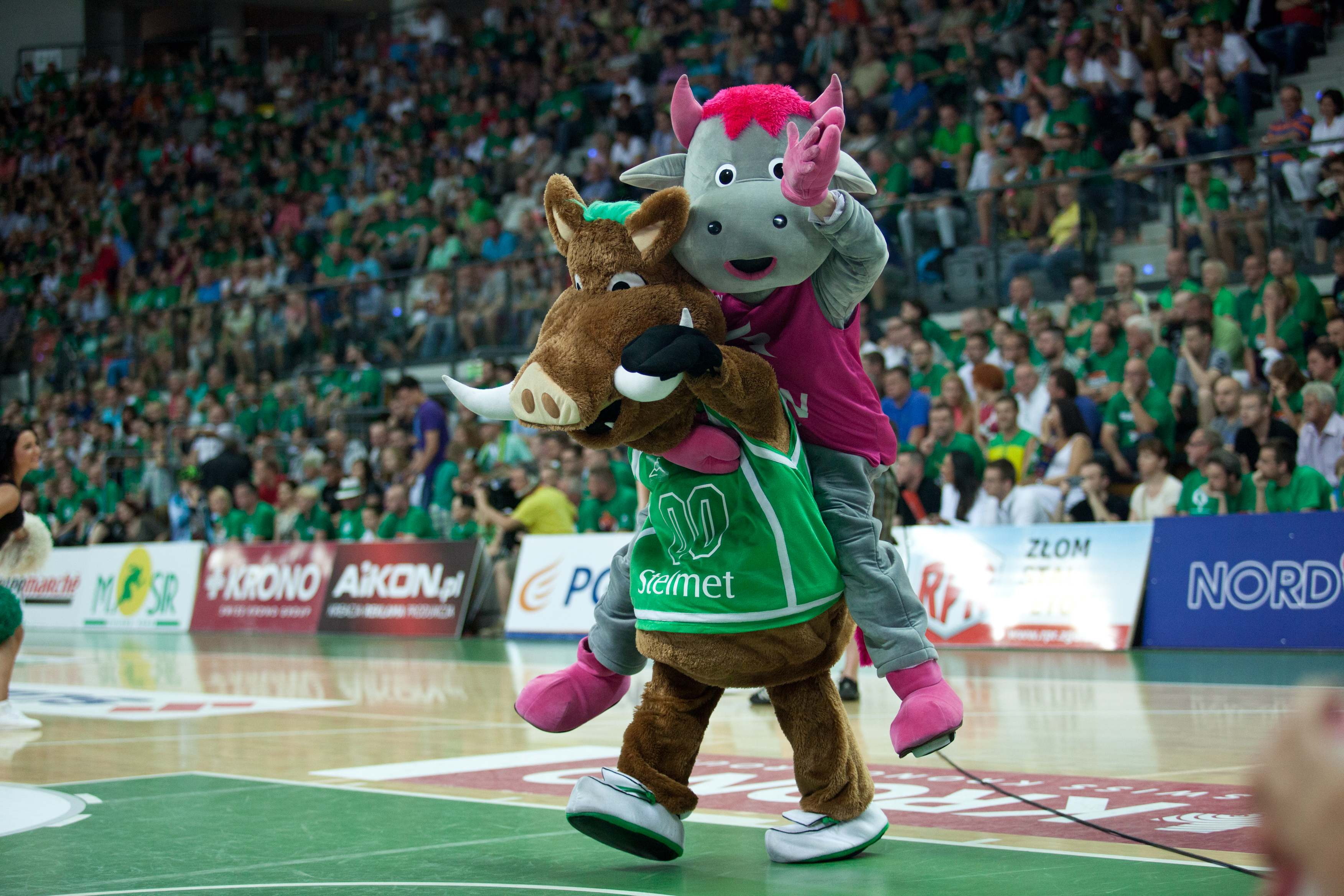
Maskotki Stelmetu i Tauron Basket Ligi (czerwiec 2014)

Do sezonu 1992/93 nieregularne transmisje z rozgrywek najwyższej polskiej ligi koszykarskiej przeprowadzała wyłącznie Telewizja Polska (TVP), najczęściej na antenach poszczególnych ośrodków regionalnych TVP 3. W sezonach 1993/94 i 1994/95 mecze ówczesnej I ligi zaczęły być również w miarę regularnie prezentowane przez Polsat. Od edycji 1995/96 regularne bezpośrednie relacje pojawiły się w TVP, która oprócz pasm lokalnych rozpoczęła również dość znacząco popularyzować koszykówkę na antenie ogólnodostępnej TVP1 oraz w TV Polonia. W momencie utworzenia ligi profesjonalnej Telewizja Polska stała się pierwszym w historii oficjalnym partnerem medialnym najwyższej klasy rozgrywkowej. Dlatego w różnych kanałach do niej należących sezon po sezonie regularnie prezentowano spotkania PLK (od 5 listopada 2005 także w iTVP). Współpracę tę zakończono po sezonie 2005/06, z uwagi na słabnącą popularność koszykówki w Polsce oraz niezadowalające wyniki oglądalności. Dlatego we wrześniu 2006 r. PLK podpisała umowę z Telewizją Polsat o prawo do pokazywania rozgrywek na wyłączność oraz emisję magazynu ligowego podsumowującego każdą kolejkę, począwszy od edycji 2006/07 (została ona zawarta na dwa sezony, z możliwością przedłużenia o kolejny). Mecze były prezentowane w Polsacie Sport, Polsacie Sport Extra oraz TV4. Po upływie terminu obowiązywania umowy Polsat – z uwagi na zaangażowanie się w większą popularyzację siatkówki – nie był jednak zainteresowany przedłużeniem jej o kolejny rok, dlatego w lipcu 2008 Zarząd PLK podjął rozmowy z TVP w sprawie ponownego objęcia patronatu nad ligą przez tę stację. Ostatecznie udało się osiągnąć porozumienie i obydwie strony podpisały trzyletnią umowę, która miała związek z rozpoczęciem ponownej akcji popularyzacji koszykówki w kontekście finałów męskich Mistrzostw Europy 2009. Od sezonu 2008/09 spotkania oraz magazyn ligowy („Za trzy”) prezentowane były w TVP Sport. 29 sierpnia 2011 zadecydowano o przedłużeniu umowy z TVP Sport. Od sezonu 2013/14 rozgrywki są transmitowane na sportowych kanałach Grupy Polsat.

### Najwięcej sezonów w I lidze/PLK
- Śląsk Wrocław – 63
- Legia Warszawa – 54
- Lech Poznań – 49
- Polonia Warszawa – 46
- Wisła Kraków – 43
- Anwil Włocławek – 34
- Stelmet Zielona Góra – 30
- AZS Warszawa – 29
- Arka Gdynia/Asseco Gdynia – 27
- Wybrzeże Gdańsk – 27
- Górnik Wałbrzych – 25
- Start Lublin – 25
- AZS Toruń – 24
- Czarni Słupsk – 22
- ŁKS Łódź – 22
- Stal Ostrów Wielkopolski – 22
- Gwardia Wrocław – 21
- AZS Koszalin – 20
- Bobry Bytom – 20
- Polpharma Starogard Gdański – 18
- Trefl Sopot – 17
- Spójnia Stargard – 16
- Zagłębie Sosnowiec – 16
- Spójnia Gdańsk – 15
- Turów Zgorzelec – 14
- Pogoń Szczecin/SKK Szczecin – 13
- Resovia – 13
- King Szczecin – 12
- KS Lublinianka – 12
- MKS Dąbrowa Górnicza – 12
- Polski Cukier Toruń – 12
- Sparta Kraków – 12
- Społem Łódź – 12
- Hydro Truck Radom – 11
- Stal Stalowa Wola – 11
- Znicz Basket Pruszków – 11
- Astoria Bydgoszcz – 10
- Warta Poznań – 10
- GTK Gliwice – 9
- Kotwica Kołobrzeg – 9
- Noteć Inowrocław – 8
- Unia Tarnów – 8
- Hutnik Nowa Huta – 7
- Pogoń Ruda Śląska – 7
- Polonia Przemyśl – 6
- Siarka Tarnobrzeg – 6
- AZS Lublin – 5
- Cracovia – 5
- AZS Kraków – 4
- PBG Basket Poznań – 4
- AZS Poznań – 3
- Baildon Katowice – 3
- Korona Kraków – 3
- Miasto Szkła Krosno – 3
- Ostrovia Ostrów Wielkopolski – 3
- Polfarmex Kutno – 3
- Polpak Świecie – 3
- Znicz Jarosław – 3
- Żubry Białystok – 3
- Basket Kwidzyn – 2
- Dziki Warszawa – 2
- Sokół Łańcut – 2
- Spartakus Jelenia Góra – 2
- Olimpia Poznań – 2
- Sportino Inowrocław – 2
- Stal Świętochłowice – 2
- AgroFar Kraśnik – 1
- AZS Gdańsk – 1
- AZS Politechnika Warszawska – 1
- Budowlani Toruń – 1
- Cersanit Kielce – 1
- Ogniwo Łódź – 1
- Skra Warszawa – 1
- Start Gdynia – 1
- Ślęza Wrocław – 1
- Zawisza Bydgoszcz – 1

Wszystkie dane aktualne na sezon 2024/25

### Rekordy punktowe
1. Mieczysław Młynarski – 90 punktów (10 grudnia 1982 Górnik Wałbrzych – Pogoń Szczecin)
2. Edward Jurkiewicz – 84 punkty (15 marca 1970 Wybrzeże Gdańsk – Baildon Katowice)
3. Mieczysław Łopatka – 77 punktów (sezon 1962/63 Śląsk Wrocław – AZS Gdańsk)
4. Leszek Doliński – 74 punkty (sezon 1988/89 Gwardia Wrocław – AZS Koszalin)
5. Edward Jurkiewicz – 67 punktów (9 października 1974 Górnik Wałbrzych – Wybrzeże Gdańsk)
6. Mieczysław Młynarski – 63 punkty (sezon 1982/83 Górnik Wałbrzych – Pogoń Szczecin)

### Najlepsi strzelcy w historii
Klasyfikacja najlepszych strzelców w historii najwyższej klasy rozgrywkowej koszykówki mężczyzn w Polsce opracowana na podstawie danych, zebranych przez Wydział Gier i Dyscypliny Polskiego Związku Koszykówki od 1976 r. (dopiero od tego roku prowadzone są bowiem oficjalne statystyki indywidualne zawodników). Wszystkie dane według stanu na 1 stycznia 2017.
| Lp. | Zawodnik                            | Punkty | Mecze     | średnia/mecz  |
| --- | ----------------------------------- | ------ | --------- | ------------- |
| 1.  | Eugeniusz Kijewski                  | 10 185 | 395       | 25,78         |
| 2.  | Adam Wójcik                         | 10 097 | 651       | 15,51         |
| 3.  | Edward Jurkiewicz                   | 9832   | 306       | 32,13         |
| 4.  | Jerzy Binkowski                     | 9204   | 586       | 15,71         |
| 5.  | Mieczysław Młynarski                | 9026   | 357       | 25,28         |
| 6.  | Mariusz Bacik                       | 8706   | 627       | 13,89         |
| 7.  | Maciej Zieliński                    | 8650   | 579       | 14,94         |
| 8.  | Andrzej Pluta                       | 8512   | 591       | 14,40         |
| 9.  | Henryk Wardach                      | 8163   | 557       | 14,66         |
| 10. | Dominik Tomczyk                     | 8 008  | 556       | 14,40         |
| 11. | Jarosław Jechorek                   | 7681   | 489       | 15,71         |
| 12. | Dariusz Zelig                       | 7481   | 420       | 17,81         |
| 13. | Eugeniusz Durejko                   | 7048   | 365       | 19,31         |
| 14. | Jarosław Marcinkowski               | 6979   | 499       | 13,99         |
| 15. | Jarosław Zyskowski / Igor Griszczuk | 6774   | 484 / 388 | 14,00 / 17,46 |

### Prezesi Zarządu PLK SA
| Lp. | Imię i nazwisko      | Okres pełnienia funkcji | Okres pełnienia funkcji |
| Lp. | Imię i nazwisko      | od                      | do                      |
| --- | -------------------- | ----------------------- | ----------------------- |
|     | Wiesław Zych         | 1995                    | 2000                    |
|     | Krzysztof Koralewski | 2000                    | 2002                    |
|     | Marek Pałus          | 2002                    | 15.11.2002              |
|     | Artur Pacuła         |                         |                         |
|     | Janusz Wierzbowski   | 15.11.2002              | 19.01.2010              |
|     | Jacek Jakubowski     | 19.01.2010              | 18.11.2015              |
|     | Marcin Widomski      | 18.11.2015              | 5.09.2017               |
|     | Grzegorz Bachański   | 11.09.2017              | 04.01.2018              |
|     | Radosław Piesiewicz  | 04.01.2018              | 22.06.2023              |
|     | Łukasz Koszarek      | 22.06.2023              | obecnie                 |

## Drużyny w sezonie 2024/25
- Trefl Sopot
- Dziki Warszawa
- Anwil Włocławek
- GTK Gliwice
- AMV Arka Gdynia
- Energa Ico Sea Czarni Słupsk
- Legia Warszawa
- PGE Spójnia Stargard
- King Szczecin
- Orlen Zastal Zielona Góra
- Górnik Zamek Książ Wałbrzych
- Śląsk Wrocław
- PGE Start Lublin
- MKS Dąbrowa Górnicza
- Tasomix Rosiek Stal Ostrów Wielkopolski
- Arriva Polski Cukier Toruń

## Medaliści
Lista nie jest równoznaczna z listą mistrzów Polski
| Sezon                  | MP                 | Mistrz                                 | Wicemistrz                       | 3. miejsce                       |
| Mistrzostwa Polski     | Mistrzostwa Polski | Mistrzostwa Polski                     | Mistrzostwa Polski               | Mistrzostwa Polski               |
| ---------------------- | ------------------ | -------------------------------------- | -------------------------------- | -------------------------------- |
| 1928                   | 1                  | Czarna Trzynastka Poznań               | Varsovia Warszawa                | Triumph Łódź                     |
| 1929                   | 1                  | Cracovia                               | Polonia Warszawa                 | Czarna Trzynastka Poznań         |
| 1930                   | 1                  | AZS Poznań                             | Cracovia                         | Polonia Warszawa                 |
| 1931                   | 2                  | AZS Poznań                             | Polonia Warszawa                 | Cracovia                         |
| 1932                   | 3                  | AZS Poznań                             | Polonia Warszawa                 | Cracovia                         |
| 1933                   | 1                  | YMCA Kraków                            | WKS Łódź                         | Polonia Warszawa                 |
| 1934                   | 2                  | YMCA Kraków                            | Polonia Warszawa                 | Lech (KPW) Poznań                |
| 1935                   | 1                  | Lech (KPW) Poznań                      | Polonia Warszawa                 | Cracovia                         |
| 1936                   | MP nie odbyły się  | MP nie odbyły się                      | MP nie odbyły się                | MP nie odbyły się                |
| 1937                   | 4                  | AZS Poznań                             | Lech (KPW) Poznań                | Cracovia                         |
| 1938                   | 2                  | Cracovia                               | AZS Poznań                       | Lech (KPW) Poznań                |
| 1939                   | 2                  | Lech (KPW) Poznań                      | Polonia Warszawa                 | AZS Lwów                         |
| 1940-45                | MP nie odbyły się  | MP nie odbyły się                      | MP nie odbyły się                | MP nie odbyły się                |
| 1946                   | 3                  | Lech Poznań                            | Cracovia                         | Warta Poznań                     |
| 1947                   | 1                  | AZS Warszawa                           | Wisła Kraków                     | Lech Poznań                      |
| I liga/Ekstraklasa     |                    |                                        |                                  |                                  |
| 1948                   | 1                  | YMCA Łódź                              | Lech Poznań                      | Warta Poznań                     |
| 1949                   | 4                  | Lech Poznań                            | YMCA Łódź                        | Społem Łódź                      |
| 1950                   | 1                  | Społem Łódź                            | Lech Poznań                      | Spójnia Gdańsk                   |
| 1951                   | 5                  | Lech Poznań                            | Spójnia Gdańsk                   | Społem Łódź                      |
| 1952                   | 2                  | Społem Łódź                            | Wisła Kraków                     | Legia Warszawa                   |
| 1953                   | 1                  | ŁKS Łódź                               | Legia Warszawa                   | Warta Poznań                     |
| 1954                   | 1                  | Wisła Kraków                           | Polonia Warszawa                 | Spójnia Gdańsk                   |
| 1955                   | 6                  | Lech Poznań                            | Legia Warszawa                   | AZS Warszawa                     |
| 1956                   | 1                  | Legia Warszawa                         | Wisła Kraków                     | Lech Poznań                      |
| 1957                   | 2                  | Legia Warszawa                         | Polonia Warszawa                 | Wisła Kraków                     |
| 1958                   | 7                  | Lech Poznań                            | Legia Warszawa                   | Wisła Kraków                     |
| 1959                   | 1                  | Polonia Warszawa                       | Wisła Kraków                     | Lech Poznań                      |
| 1960                   | 3                  | Legia Warszawa                         | Polonia Warszawa                 | Śląsk Wrocław                    |
| 1961                   | 4                  | Legia Warszawa                         | Lech Poznań                      | Wisła Kraków                     |
| 1962                   | 2                  | Wisła Kraków                           | AZS Warszawa                     | Legia Warszawa                   |
| 1963                   | 5                  | Legia Warszawa                         | Śląsk Wrocław                    | Wisła Kraków                     |
| 1964                   | 3                  | Wisła Kraków                           | Śląsk Wrocław                    | Wybrzeże Gdańsk                  |
| 1965                   | 1                  | Śląsk Wrocław                          | Wisła Kraków                     | Start Lublin                     |
| 1966                   | 6                  | Legia Warszawa                         | Wisła Kraków                     | Śląsk Wrocław                    |
| 1967                   | 2                  | AZS Warszawa                           | Wisła Kraków                     | Śląsk Wrocław                    |
| 1968                   | 4                  | Wisła Kraków                           | Legia Warszawa                   | Wybrzeże Gdańsk                  |
| 1969                   | 7                  | Legia Warszawa                         | Wisła Kraków                     | Śląsk Wrocław                    |
| 1970                   | 2                  | Śląsk Wrocław                          | Wybrzeże Gdańsk                  | Wisła Kraków                     |
| 1971                   | 1                  | Wybrzeże Gdańsk                        | Wisła Kraków                     | Śląsk Wrocław                    |
| 1972                   | 2                  | Wybrzeże Gdańsk                        | Śląsk Wrocław                    | Polonia Warszawa                 |
| 1973                   | 3                  | Wybrzeże Gdańsk                        | Resovia                          | Śląsk Wrocław                    |
| 1974                   | 5                  | Wisła Kraków                           | Resovia                          | Śląsk Wrocław                    |
| 1975                   | 1                  | Resovia                                | Wisła Kraków                     | Wybrzeże Gdańsk                  |
| 1976                   | 6                  | Wisła Kraków                           | Polonia Warszawa                 | Resovia                          |
| 1977                   | 3                  | Śląsk Wrocław                          | Wisła Kraków                     | Resovia                          |
| 1978                   | 4                  | Wybrzeże Gdańsk                        | Śląsk Wrocław                    | ŁKS Łódź                         |
| 1979                   | 4                  | Śląsk Wrocław                          | Resovia                          | Start Lublin                     |
| 1980                   | 5                  | Śląsk Wrocław                          | Wybrzeże Gdańsk                  | Start Lublin                     |
| 1981                   | 6                  | Śląsk Wrocław                          | Górnik Wałbrzych                 | Zagłębie Sosnowiec               |
| 1982                   | 1                  | Górnik Wałbrzych                       | Lech Poznań                      | Śląsk Wrocław                    |
| 1983                   | 8                  | Lech Poznań                            | Górnik Wałbrzych                 | Gwardia Wrocław                  |
| 1984                   | 9                  | Lech Poznań                            | Wisła Kraków                     | Zagłębie Sosnowiec               |
| 1985                   | 1                  | Zagłębie Sosnowiec                     | Lech Poznań                      | Śląsk Wrocław                    |
| 1986                   | 2                  | Zagłębie Sosnowiec                     | Górnik Wałbrzych                 | Śląsk Wrocław                    |
| 1987                   | 7                  | Śląsk Wrocław                          | Gwardia Wrocław                  | Lech Poznań                      |
| 1988                   | 2                  | Górnik Wałbrzych                       | Gwardia Wrocław                  | Lech Poznań                      |
| 1989                   | 10                 | Lech Poznań                            | Śląsk Wrocław                    | Zagłębie Sosnowiec               |
| 1990                   | 11                 | Lech Poznań                            | Gwardia Wrocław                  | Śląsk Wrocław                    |
| 1991                   | 8                  | Śląsk Wrocław                          | Lech Poznań                      | Zagłębie Sosnowiec               |
| 1992                   | 9                  | Śląsk Wrocław                          | Gwardia Wrocław                  | Bobry Bytom                      |
| 1993                   | 10                 | Śląsk Wrocław                          | Anwil Włocławek                  | Gwardia Wrocław                  |
| 1994                   | 11                 | Śląsk Wrocław                          | Anwil Włocławek                  | Lech Poznań                      |
| 1995                   | 1                  | Znicz Pruszków                         | Polonia Przemyśl                 | Anwil Włocławek                  |
| 1996                   | 12                 | Śląsk Wrocław                          | Bobry Bytom                      | Polonia Przemyśl                 |
| 1997                   | 2                  | Znicz Pruszków                         | Spójnia Stargard                 | Bobry Bytom                      |
| Polska Liga Koszykówki |                    |                                        |                                  |                                  |
| 1998                   | 13                 | Śląsk Wrocław                          | Znicz Pruszków                   | Bobry Bytom                      |
| 1999                   | 14                 | Śląsk Wrocław                          | Anwil Włocławek                  | Bobry Bytom                      |
| 2000                   | 15                 | Śląsk Wrocław                          | Anwil Włocławek                  | Znicz Pruszków                   |
| 2001                   | 16                 | Śląsk Wrocław                          | Anwil Włocławek                  | Prokom Trefl Sopot               |
| 2002                   | 17                 | Śląsk Wrocław                          | Prokom Trefl Sopot               | Stal Ostrów Wielkopolski         |
| 2003                   | 1                  | Anwil Włocławek                        | Prokom Trefl Sopot               | Śląsk Wrocław                    |
| 2004                   | 1                  | Prokom Trefl Sopot                     | Śląsk Wrocław                    | Polonia Warszawa                 |
| 2005                   | 2                  | Prokom Trefl Sopot                     | Anwil Włocławek                  | Polonia Warszawa                 |
| 2006                   | 3                  | Prokom Trefl Sopot                     | Anwil Włocławek                  | Czarni Słupsk                    |
| 2007                   | 4                  | Prokom Trefl Sopot                     | Turów Zgorzelec                  | Śląsk Wrocław                    |
| 2008                   | 5                  | Prokom Trefl Sopot                     | Turów Zgorzelec                  | Śląsk Wrocław                    |
| 2009                   | 6                  | Asseco Prokom Sopot                    | Turów Zgorzelec                  | Anwil Włocławek                  |
| 2010                   | 7                  | Asseco Gdynia                          | Anwil Włocławek                  | Polpharma Starogard Gdański      |
| 2011                   | 8                  | Asseco Gdynia                          | Turów Zgorzelec                  | Czarni Słupsk                    |
| 2012                   | 9                  | Asseco Gdynia                          | Trefl Sopot                      | Stelmet Zielona Góra             |
| 2013                   | 1                  | Stelmet Zielona Góra                   | Turów Zgorzelec                  | AZS Koszalin                     |
| 2014                   | 1                  | Turów Zgorzelec                        | Stelmet Zielona Góra             | Trefl Sopot                      |
| 2015                   | 2                  | Stelmet Zielona Góra                   | Turów Zgorzelec                  | Czarni Słupsk                    |
| 2016                   | 3                  | Stelmet Zielona Góra                   | Rosa Radom                       | Czarni Słupsk                    |
| 2017                   | 4                  | Stelmet Zielona Góra                   | Polski Cukier Toruń              | BM Slam Stal Ostrów Wielkopolski |
| 2018                   | 2                  | Anwil Włocławek                        | BM Slam Stal Ostrów Wielkopolski | Polski Cukier Toruń              |
| 2019                   | 3                  | Anwil Włocławek                        | Polski Cukier Toruń              | Arka Gdynia                      |
| 2020                   | 5                  | Stelmet Enea BC Zielona Góra           | Start Lublin                     | Anwil Włocławek                  |
| 2021                   | 1                  | Agred BM Slam Stal Ostrów Wielkopolski | Enea Zastal BC Zielona Góra      | Śląsk Wrocław                    |
| 2022                   | 18                 | Śląsk Wrocław                          | Legia Warszawa                   | Anwil Włocławek                  |
| 2023                   | 1                  | King Szczecin                          | Śląsk Wrocław                    | BM Stal Ostrów Wielkopolski      |
| 2024                   | 6                  | Trefl Sopot                            | King Szczecin                    | Śląsk Wrocław                    |
| 2025                   | 8                  | Legia Warszawa                         | PGE Start Lublin                 | Trefl Sopot                      |

## Mistrzowskie składy
Pogrubienie – oznacza zawodnika wybranego MVP Finałów PLK
Najwyższa klasa rozgrywkowa – I liga
| \| Ludwik Barszczewski Jerzy Dowgird Cz. Kozłowski W. Limonowicz Władysław Maleszewski \| J. Olejnik Tadeusz Ulatowski J. Żejmo Józef Żyliński Trener: Andrzej Kulesza \| |                                                                              |
| Ludwik Barszczewski Jerzy Dowgird Cz. Kozłowski W. Limonowicz Władysław Maleszewski                                                                                       | J. Olejnik Tadeusz Ulatowski J. Żejmo Józef Żyliński Trener: Andrzej Kulesza |

| \| Henryk Beyer Mieczysław Fęglerski Gałka Florian Grzechowiak Rościsław Iwanow-Ruszkiewicz Edward Jarczyński \| Zdzisław Kasprzak Antoni Kolaśniewski Ewaryst Łój Marian Matysiak Jarosław Śmigielski Trener: Janusz Patrzykont \| | |
| Henryk Beyer Mieczysław Fęglerski Gałka Florian Grzechowiak Rościsław Iwanow-Ruszkiewicz Edward Jarczyński | Zdzisław Kasprzak Antoni Kolaśniewski Ewaryst Łój Marian Matysiak Jarosław Śmigielski Trener: Janusz Patrzykont |

| \| H. Jaskółowski Kopczyński Zdzisław Michalak Janusz Mokwiński Mieczysław Pawlak Stefan Płacheciński \| Z. Płaszewski Bogdan Przywarski E. Sińczak Bolesław Skrodzki Wiesław Szor Trener i zawodnik: Jerzy Dowgird \| | |
| H. Jaskółowski Kopczyński Zdzisław Michalak Janusz Mokwiński Mieczysław Pawlak Stefan Płacheciński | Z. Płaszewski Bogdan Przywarski E. Sińczak Bolesław Skrodzki Wiesław Szor Trener i zawodnik: Jerzy Dowgird |

| \| Henryk Beyer Mieczysław Fęglerski Zbigniew Bernard Florian Grzechowiak Rościsław Iwanow-Ruszkiewicz Edward Jarczyński \| Bolesław Dembiński Antoni Kolaśniewski Andrzej Krasiński Marian Matysiak R. Niedzielski Jarosław Śmigielski Trener: Janusz Patrzykont \| | |
| Henryk Beyer Mieczysław Fęglerski Zbigniew Bernard Florian Grzechowiak Rościsław Iwanow-Ruszkiewicz Edward Jarczyński | Bolesław Dembiński Antoni Kolaśniewski Andrzej Krasiński Marian Matysiak R. Niedzielski Jarosław Śmigielski Trener: Janusz Patrzykont |

| \| H. Jaskółowski Brzozowski Zdzisław Michalak Janusz Mokwiński Mieczysław Pawlak W. Chrzanowski Gromólski Kajetan Hądzelek Henschel Władysław Kasiński \| S. Kołacz Władysław Madej J. Florkowski Z. Płaszewski Bogdan Przywarski Stefan Płacheciński Bolesław Skrodzki Trener i zawodnik: Jerzy Dowgird \| | |
| H. Jaskółowski Brzozowski Zdzisław Michalak Janusz Mokwiński Mieczysław Pawlak W. Chrzanowski Gromólski Kajetan Hądzelek Henschel Władysław Kasiński | S. Kołacz Władysław Madej J. Florkowski Z. Płaszewski Bogdan Przywarski Stefan Płacheciński Bolesław Skrodzki Trener i zawodnik: Jerzy Dowgird |

| \| Jan Dziewulski Wiesław Jańczyk Kazimierz Kaczmarek Wiesław Maciejewski Stanisław Michalski Jan Śmigielski \| Marian Waligórski Zbigniew Wiśniewski Jerzy Wojciechowski Józef Żyliński Trener: Andrzej Kulesza \| |                                                                                                  |
| Jan Dziewulski Wiesław Jańczyk Kazimierz Kaczmarek Wiesław Maciejewski Stanisław Michalski Jan Śmigielski | Marian Waligórski Zbigniew Wiśniewski Jerzy Wojciechowski Józef Żyliński Trener: Andrzej Kulesza |

| \| Stanisław Bartik Jerzy Bętkowski Zdzisław Dąbrowski Leszek Łapot Ludwik Miętta Jan Mikułowski Ryszard Niewodowski Tadeusz Pacuła \| Antoni Paszkowicz Roman Pyjos Mieczysław Sikora Tadeusz Swoboda Maciej Wężyk Stefan Wójcik Trener: Jerzy Groyecki \| | |
| Stanisław Bartik Jerzy Bętkowski Zdzisław Dąbrowski Leszek Łapot Ludwik Miętta Jan Mikułowski Ryszard Niewodowski Tadeusz Pacuła | Antoni Paszkowicz Roman Pyjos Mieczysław Sikora Tadeusz Swoboda Maciej Wężyk Stefan Wójcik Trener: Jerzy Groyecki |

| \| Zbigniew Bernard Henryk Beyer Zdzisław Blewąska Mieczysław Fęglerski Bolesław Dembiński M. Grenda Edward Jarczyński \| Wiktor Haglauer T. Kłos Aleksander Lewandowski Włodzimierz Pudelewicz Dariusz Świerczewski Zdzisław Tomczak Trener: Janusz Patrzykont \| | |
| Zbigniew Bernard Henryk Beyer Zdzisław Blewąska Mieczysław Fęglerski Bolesław Dembiński M. Grenda Edward Jarczyński | Wiktor Haglauer T. Kłos Aleksander Lewandowski Włodzimierz Pudelewicz Dariusz Świerczewski Zdzisław Tomczak Trener: Janusz Patrzykont |

| \| Jan Appenheimer Jędrzej Bednarowicz Władysław Buczak Marian Golimowski Leszek Kamiński Kazimierz Lubelski Stefan Majer \| Władysław Pawlak Mirosław Popławski Zdzisław Popławski Andrzej Pstrokoński Ryszard Żochowski Trener: Tadeusz Ulatowski \| | |
| Jan Appenheimer Jędrzej Bednarowicz Władysław Buczak Marian Golimowski Leszek Kamiński Kazimierz Lubelski Stefan Majer | Władysław Pawlak Mirosław Popławski Zdzisław Popławski Andrzej Pstrokoński Ryszard Żochowski Trener: Tadeusz Ulatowski |

| \| Jan Appenheimer Jędrzej Bednarowicz Władysław Buczak Marian Golimowski Leszek Kamiński Kazimierz Lubelski Stefan Majer \| Władysław Pawlak Mirosław Popławski Zdzisław Popławski Andrzej Pstrokoński Ryszard Żochowski Trener: Tadeusz Ulatowski \| | |
| Jan Appenheimer Jędrzej Bednarowicz Władysław Buczak Marian Golimowski Leszek Kamiński Kazimierz Lubelski Stefan Majer | Władysław Pawlak Mirosław Popławski Zdzisław Popławski Andrzej Pstrokoński Ryszard Żochowski Trener: Tadeusz Ulatowski |

| \| Zbigniew Bernard Henryk Beyer Zdzisław Blewąska Mieczysław Fęglerski Bolesław Dembiński M. Grenda Jerzy Borowy Wiktor Haglauer \| Bernard Ciszewski Aleksander Lewandowski Włodzimierz Pudelewicz Dariusz Świerczewski Zdzisław Tomczak Jerzy Młynarczyk Stanisław Olejniczak Trener: Janusz Patrzykont \| | |
| Zbigniew Bernard Henryk Beyer Zdzisław Blewąska Mieczysław Fęglerski Bolesław Dembiński M. Grenda Jerzy Borowy Wiktor Haglauer | Bernard Ciszewski Aleksander Lewandowski Włodzimierz Pudelewicz Dariusz Świerczewski Zdzisław Tomczak Jerzy Młynarczyk Stanisław Olejniczak Trener: Janusz Patrzykont |

| \| Tadeusz Bugaj Marcin Herbst Witold Jędrzejewski Bogusław Karbownicki Janusz Klemczyński Wacław Komala Stanisław Nowak \| Jerzy Piskun Rajmund Wasilewski Janusz Wichowski Marian Winiarski Witold Zagórski Trener: Władysław Maleszewski \| | |
| Tadeusz Bugaj Marcin Herbst Witold Jędrzejewski Bogusław Karbownicki Janusz Klemczyński Wacław Komala Stanisław Nowak | Jerzy Piskun Rajmund Wasilewski Janusz Wichowski Marian Winiarski Witold Zagórski Trener: Władysław Maleszewski |

| \| Jan Appenheimer Leszek Arent Jędrzej Bednarowicz Wacław Długosz Zygmunt Dobrenko Marian Golimowski Leszek Kamiński \| Władysław Pawlak Mirosław Popławski Andrzej Pstrokoński Janusz Samorzewski Tadeusz Suski Ryszard Żochowski Trener: Władysław Maleszewski \| | |
| Jan Appenheimer Leszek Arent Jędrzej Bednarowicz Wacław Długosz Zygmunt Dobrenko Marian Golimowski Leszek Kamiński | Władysław Pawlak Mirosław Popławski Andrzej Pstrokoński Janusz Samorzewski Tadeusz Suski Ryszard Żochowski Trener: Władysław Maleszewski |

| \| Leszek Arent Jędrzej Bednarowicz Wacław Długosz Zygmunt Dobrenko Ryszard Frąckiewicz Marian Golimowski Leszek Kamiński Władysław Pawlak \| Andrzej Pstrokoński Janusz Samorzewski Tadeusz Suski Janusz Wichowski Witold Zagórski Ryszard Żochowski Trener: Władysław Maleszewski \| | |
| Leszek Arent Jędrzej Bednarowicz Wacław Długosz Zygmunt Dobrenko Ryszard Frąckiewicz Marian Golimowski Leszek Kamiński Władysław Pawlak | Andrzej Pstrokoński Janusz Samorzewski Tadeusz Suski Janusz Wichowski Witold Zagórski Ryszard Żochowski Trener: Władysław Maleszewski |

| \| Włodzimierz Cmunt Krystian Czernichowski Bogdan Dąbrowski Janusz Górnicki Zdzisław Kassyk Bohdan Likszo Andrzej Łuczak Czesław Malec \| Ryszard Niewodowski Tadeusz Pacuła Wacław Paleta Andrzej Paskal Antoni Paszkowicz Edward Surówka Stefan Wójcik Trener: Michał Mochnacki \| | |
| Włodzimierz Cmunt Krystian Czernichowski Bogdan Dąbrowski Janusz Górnicki Zdzisław Kassyk Bohdan Likszo Andrzej Łuczak Czesław Malec | Ryszard Niewodowski Tadeusz Pacuła Wacław Paleta Andrzej Paskal Antoni Paszkowicz Edward Surówka Stefan Wójcik Trener: Michał Mochnacki |

| \| Leszek Arent Wacław Długosz Ryszard Frąckiewicz S. Lewandowski Janusz Olejnik Władysław Pawlak Bogusław Piltz \| Andrzej Pstrokoński Janusz Samorzewski Tadeusz Suski J. Tarnachowski Włodzimierz Trams Janusz Wichowski Trener: Władysław Maleszewski \| | |
| Leszek Arent Wacław Długosz Ryszard Frąckiewicz S. Lewandowski Janusz Olejnik Władysław Pawlak Bogusław Piltz | Andrzej Pstrokoński Janusz Samorzewski Tadeusz Suski J. Tarnachowski Włodzimierz Trams Janusz Wichowski Trener: Władysław Maleszewski |

| \| Krystian Czernichowski Andrzej Guzik Wiesław Langiewicz Bohdan Likszo Czesław Malec Tadeusz Michałowski Ryszard Niewodowski Zygmunt Nowak \| Tadeusz Pacuła Jacek Pietrzyk Jan Piotrowski Stanisław Słotołowicz Jacek Wójcik Stefan Wójcik Trener: Jan Mikułowski \| | |
| Krystian Czernichowski Andrzej Guzik Wiesław Langiewicz Bohdan Likszo Czesław Malec Tadeusz Michałowski Ryszard Niewodowski Zygmunt Nowak | Tadeusz Pacuła Jacek Pietrzyk Jan Piotrowski Stanisław Słotołowicz Jacek Wójcik Stefan Wójcik Trener: Jan Mikułowski |

| \| Kazimierz Frelkiewicz Edward Grzywna Andrzej Kałas Władysław Kasiński Leszek Lipski Mieczysław Łopatka Zenon Matysik Jan Murzynowski \| Adam Naruszewicz Bernard Repko Wojciech Szczeciński Jerzy Świątek Adam Weber Jan Wilczewski Trener: Ryszard Stasik \| | |
| Kazimierz Frelkiewicz Edward Grzywna Andrzej Kałas Władysław Kasiński Leszek Lipski Mieczysław Łopatka Zenon Matysik Jan Murzynowski | Adam Naruszewicz Bernard Repko Wojciech Szczeciński Jerzy Świątek Adam Weber Jan Wilczewski Trener: Ryszard Stasik |

| \| Leszek Arent Ryszard Kubanek Mirosław Kuczyński Mieczysław Kuczyński Stanisław Olejniczak Janusz Olejnik Bogusław Piltz Andrzej Pstrokoński \| Marian Reszytyło Tadeusz Suski Włodzimierz Trams Andrzej Tybinkowski Janusz Wichowski Tomasz Wronecki Ryszard Żurek Trener: Władysław Maleszewski \| | |
| Leszek Arent Ryszard Kubanek Mirosław Kuczyński Mieczysław Kuczyński Stanisław Olejniczak Janusz Olejnik Bogusław Piltz Andrzej Pstrokoński | Marian Reszytyło Tadeusz Suski Włodzimierz Trams Andrzej Tybinkowski Janusz Wichowski Tomasz Wronecki Ryszard Żurek Trener: Władysław Maleszewski |

| \| Z. Adamczyk Tadeusz Blauth R Fedorowicz Zbigniew Jedliński Bolesław Kwiatkowski Janusz Matusewicz Adam Niemiec \| Jan Nowicki Igor Oleszkiewicz Bogusław Opala Andrzej Pasiorowski Jacek Pawłowski Andrzej Perka Aleksander Ronikier Trener: Zygmunt Olesiewicz \| | |
| Z. Adamczyk Tadeusz Blauth R Fedorowicz Zbigniew Jedliński Bolesław Kwiatkowski Janusz Matusewicz Adam Niemiec | Jan Nowicki Igor Oleszkiewicz Bogusław Opala Andrzej Pasiorowski Jacek Pawłowski Andrzej Perka Aleksander Ronikier Trener: Zygmunt Olesiewicz |

| \| Krystian Czernichowski Adam Gardzina Wiesław Langiewicz Bohdan Likszo Czesław Malec Piotr Grabowski Edward Grzywna \| Kazimierz Lenczowski Marek Ładniak Maciej Pietrzyk Andrzej Łędzki Stanisław Słotołowicz Wiesław Stasielak Stefan Wójcik Trener: Jerzy Bętkowski \| | |
| Krystian Czernichowski Adam Gardzina Wiesław Langiewicz Bohdan Likszo Czesław Malec Piotr Grabowski Edward Grzywna | Kazimierz Lenczowski Marek Ładniak Maciej Pietrzyk Andrzej Łędzki Stanisław Słotołowicz Wiesław Stasielak Stefan Wójcik Trener: Jerzy Bętkowski |

| \| Jacek Dolczewski Henryk Filipiak Mirosław Kuczyński Edward Jurkiewicz Stanisław Olejniczak Janusz Olejnik Bogusław Piltz \| Andrzej Pstrokoński Andrzej Łysionek Włodzimierz Trams Tomasz Tybinkowski Ryszard Żurek Trener: Stefan Majer \| | |
| Jacek Dolczewski Henryk Filipiak Mirosław Kuczyński Edward Jurkiewicz Stanisław Olejniczak Janusz Olejnik Bogusław Piltz | Andrzej Pstrokoński Andrzej Łysionek Włodzimierz Trams Tomasz Tybinkowski Ryszard Żurek Trener: Stefan Majer |

| \| Kazimierz Frelkiewicz Jerzy Frołów Piotr Galantowicz Edmund Gawlak Leszek Lipski Mieczysław Łopatka Zenon Matysik Jerzy Hnida \| Grzegorz Korcz Zdzisław Kossowski Wojciech Szczeciński Waldemar Kozak Ryszard Malec Adam Nowak Trener: Ryszard Stasik \| | |
| Kazimierz Frelkiewicz Jerzy Frołów Piotr Galantowicz Edmund Gawlak Leszek Lipski Mieczysław Łopatka Zenon Matysik Jerzy Hnida | Grzegorz Korcz Zdzisław Kossowski Wojciech Szczeciński Waldemar Kozak Ryszard Malec Adam Nowak Trener: Ryszard Stasik |

| \| Krzysztof Bielak Marcin Bombka Janusz Cegliński Zbigniew Felski Michał Grabowski Jan Jargiełło Andrzej Jezierski Edward Jurkiewicz \| Marek Mikulski Henryk Nowak Jan Nowicki Włodzimierz Rechowicz Wojciech Rybowski Zygmunt Wysocki Trener: Zbigniew Meller Jan Rudelski \| | |
| Krzysztof Bielak Marcin Bombka Janusz Cegliński Zbigniew Felski Michał Grabowski Jan Jargiełło Andrzej Jezierski Edward Jurkiewicz | Marek Mikulski Henryk Nowak Jan Nowicki Włodzimierz Rechowicz Wojciech Rybowski Zygmunt Wysocki Trener: Zbigniew Meller Jan Rudelski |

| \| Krzysztof Bielak Janusz Cegliński Zbigniew Felski Michał Grabowski Jan Jargiełło Andrzej Jezierski Edward Jurkiewicz Marek Mikulski \| Henryk Nowak Jan Nowicki Stefan Jurkiewicz Wojciech Rybowski Bogdan Lecyk Grzegorz Smakowski Trener: Jan Rudelski \| | |
| Krzysztof Bielak Janusz Cegliński Zbigniew Felski Michał Grabowski Jan Jargiełło Andrzej Jezierski Edward Jurkiewicz Marek Mikulski | Henryk Nowak Jan Nowicki Stefan Jurkiewicz Wojciech Rybowski Bogdan Lecyk Grzegorz Smakowski Trener: Jan Rudelski |

| \| Krzysztof Bielak Janusz Cegliński Zbigniew Felski Wojciech Grześkowiak Jan Jargiełło Andrzej Jezierski Stefan Jurkiewicz Marek Mikulski \| Henryk Nowak Jan Nowicki Mieczysław Kotłowski Bogdan Lecyk Grzegorz Smakowski Andrzej Snopkowski Tomasz Stamirski Trener: Zbigniew Meller \| | |
| Krzysztof Bielak Janusz Cegliński Zbigniew Felski Wojciech Grześkowiak Jan Jargiełło Andrzej Jezierski Stefan Jurkiewicz Marek Mikulski | Henryk Nowak Jan Nowicki Mieczysław Kotłowski Bogdan Lecyk Grzegorz Smakowski Andrzej Snopkowski Tomasz Stamirski Trener: Zbigniew Meller |

| \| Jacek Bonenberg Adam Gardzina Tadeusz Kubiś Dariusz Kwiatkowski Piotr Langosz Stanisław Matelak \| Zdzisław Paluch Andrzej Seweryn Marek Ładniak Maciej Pietrzyk Waldemar Wiśniewski Włodzimierz Wojtala Trener: Jerzy Bętkowski \| | |
| Jacek Bonenberg Adam Gardzina Tadeusz Kubiś Dariusz Kwiatkowski Piotr Langosz Stanisław Matelak | Zdzisław Paluch Andrzej Seweryn Marek Ładniak Maciej Pietrzyk Waldemar Wiśniewski Włodzimierz Wojtala Trener: Jerzy Bętkowski |

| \| Leopold Dejworek Stanisław Ignaczak Henryk Jarosz Andrzej Klee Jan Markiewicz Zdzisław Myrda Franciszek Niemiec \| Andrzej Pasiorowski Marian Reszytyło Jerzy Skrzyszowski Ryszard Smolnicki Andrzej Zając Trener: Mieczysław Raba \| | |
| Leopold Dejworek Stanisław Ignaczak Henryk Jarosz Andrzej Klee Jan Markiewicz Zdzisław Myrda Franciszek Niemiec | Andrzej Pasiorowski Marian Reszytyło Jerzy Skrzyszowski Ryszard Smolnicki Andrzej Zając Trener: Mieczysław Raba |

| \| Jacek Dolczewski Adam Gardzina Zbigniew Kudłacz Dariusz Kwiatkowski Piotr Langosz Marek Ładniak Stanisław Matelak \| Jacek Międzik Andrzej Seweryn Janusz Seweryn Piotr Wielebnowski Waldemar Wiśniewski Trener: Jerzy Bętkowski \| | |
| Jacek Dolczewski Adam Gardzina Zbigniew Kudłacz Dariusz Kwiatkowski Piotr Langosz Marek Ładniak Stanisław Matelak | Jacek Międzik Andrzej Seweryn Janusz Seweryn Piotr Wielebnowski Waldemar Wiśniewski Trener: Jerzy Bętkowski |

| \| Ryszard Białowąs Adam Chłopek Leszek Chudeusz Andrzej Chybziński Marian Czarnecki Jerzy Frołów Tomasz Garliński Tadeusz Grygiel \| Jerzy Hnida Jacek Kalinowski Wojciech Popowski Ryszard Prostak Dariusz Rekun Wojciech Zdrodowski Trener: Andrzej Kuchar Mieczysław Łopatka \| | |
| Ryszard Białowąs Adam Chłopek Leszek Chudeusz Andrzej Chybziński Marian Czarnecki Jerzy Frołów Tomasz Garliński Tadeusz Grygiel | Jerzy Hnida Jacek Kalinowski Wojciech Popowski Ryszard Prostak Dariusz Rekun Wojciech Zdrodowski Trener: Andrzej Kuchar Mieczysław Łopatka |

| \| Mirosław Bogucki Zbigniew Bogucki Janusz Cegliński Ryszard Glac Wojciech Goliński Edward Jurkiewicz \| Bogdan Lecyk Marek Mikulski Wojciech Rosiński Józef Tomaszewski Dariusz Zelig Trener: Jan Jargiełło \| | |
| Mirosław Bogucki Zbigniew Bogucki Janusz Cegliński Ryszard Glac Wojciech Goliński Edward Jurkiewicz | Bogdan Lecyk Marek Mikulski Wojciech Rosiński Józef Tomaszewski Dariusz Zelig Trener: Jan Jargiełło |

| \| Ryszard Białowąs Franciszek Bogucki Leszek Chudeusz Marian Czarnecki Tomasz Garliński Mirosław Gołda Tadeusz Grygiel \| Jacek Kalinowski Mirosław Kalinowski Wojciech Popowski Ryszard Prostak Wojciech Zdrodowski Dariusz Zelig Trener: Mieczysław Łopatka \| | |
| Ryszard Białowąs Franciszek Bogucki Leszek Chudeusz Marian Czarnecki Tomasz Garliński Mirosław Gołda Tadeusz Grygiel | Jacek Kalinowski Mirosław Kalinowski Wojciech Popowski Ryszard Prostak Wojciech Zdrodowski Dariusz Zelig Trener: Mieczysław Łopatka |

| \| Leszek Chudeusz Marian Czarnecki Tomasz Garliński Tadeusz Grygiel Jacek Kalinowski Mirosław Kalinowski Jacek Majchrowicz \| Ryszard Morski Wojciech Popowski Ryszard Prostak Wojciech Zdrodowski Dariusz Zelig Trener: Mieczysław Łopatka \| | |
| Leszek Chudeusz Marian Czarnecki Tomasz Garliński Tadeusz Grygiel Jacek Kalinowski Mirosław Kalinowski Jacek Majchrowicz | Ryszard Morski Wojciech Popowski Ryszard Prostak Wojciech Zdrodowski Dariusz Zelig Trener: Mieczysław Łopatka |

| \| Leszek Chudeusz Tomasz Garliński Piotr Gola Tadeusz Grygiel Jacek Kalinowski Mirosław Kalinowski Jacek Majchrowicz \| Zbigniew Mokrzycki Ryszard Prostak Wojciech Siennicki Marek Szwarc Wojciech Zdrodowski Dariusz Zelig Trener: Mieczysław Łopatka \| | |
| Leszek Chudeusz Tomasz Garliński Piotr Gola Tadeusz Grygiel Jacek Kalinowski Mirosław Kalinowski Jacek Majchrowicz | Zbigniew Mokrzycki Ryszard Prostak Wojciech Siennicki Marek Szwarc Wojciech Zdrodowski Dariusz Zelig Trener: Mieczysław Łopatka |

| \| Stanisław Anacko Jacek Bukiel Mirosław Huzil Stanisław Ignaczak Stanisław Kiełbik Zenon Kozłowski Krzysztof Krawczyk Wojciech Krzykała Jarosław Ludzia Grzegorz Markowski \| Mieczysław Młynarski Kazimierz Młynarski Lech Pacuła Stefan Reschke Tadeusz Reschke Zbigniew Słomiński Ryszard Wieczorek Jerzy Żywarski Trener: Henryk Zając \| | |
| Stanisław Anacko Jacek Bukiel Mirosław Huzil Stanisław Ignaczak Stanisław Kiełbik Zenon Kozłowski Krzysztof Krawczyk Wojciech Krzykała Jarosław Ludzia Grzegorz Markowski | Mieczysław Młynarski Kazimierz Młynarski Lech Pacuła Stefan Reschke Tadeusz Reschke Zbigniew Słomiński Ryszard Wieczorek Jerzy Żywarski Trener: Henryk Zając |

| \| Zbigniew Bogucki Dariusz Garstka Jarosław Jechorek Wojciech Kiełbasiewicz Tomasz Kiełpiński Eugeniusz Kijewski Marek Kostencki \| Andrzej Lisztwan Jarosław Marcinkowski Włodzimierz Maserok Ireneusz Mulak Marek Plewiński Grzegorz Pluciński Trener: Wojciech Krajewski \| | |
| Zbigniew Bogucki Dariusz Garstka Jarosław Jechorek Wojciech Kiełbasiewicz Tomasz Kiełpiński Eugeniusz Kijewski Marek Kostencki | Andrzej Lisztwan Jarosław Marcinkowski Włodzimierz Maserok Ireneusz Mulak Marek Plewiński Grzegorz Pluciński Trener: Wojciech Krajewski |

| \| Zbigniew Bogucki Dariusz Garstka Jarosław Jechorek Jacek Jóźwiak Tomasz Kiełpiński Eugeniusz Kijewski Andrzej Lisztwan \| Ireneusz Mulak Marek Plewiński Grzegorz Pluciński Tomasz Szafrański Marek Zboralski Trener: Wojciech Krajewski \| | |
| Zbigniew Bogucki Dariusz Garstka Jarosław Jechorek Jacek Jóźwiak Tomasz Kiełpiński Eugeniusz Kijewski Andrzej Lisztwan | Ireneusz Mulak Marek Plewiński Grzegorz Pluciński Tomasz Szafrański Marek Zboralski Trener: Wojciech Krajewski |

| \| Jerzy Hernas Janusz Klimek Andrzej Kokoszka Andrzej Kubaszczyk Jacek Ogłoza Marek Olechowski Dariusz Szczubiał \| Włodzimierz Środa Henryk Wardach Justyn Węglorz Andrzej Witczak Albert Wójciak Andrzej Żurawski Trener: Tomasz Służałek \| | |
| Jerzy Hernas Janusz Klimek Andrzej Kokoszka Andrzej Kubaszczyk Jacek Ogłoza Marek Olechowski Dariusz Szczubiał | Włodzimierz Środa Henryk Wardach Justyn Węglorz Andrzej Witczak Albert Wójciak Andrzej Żurawski Trener: Tomasz Służałek |

| \| Zbigniew Antończak Jerzy Hernas Janusz Klimek Andrzej Kokoszka Andrzej Kubaszczyk Artur Luszewski Jacek Ogłoza Marek Olechowski \| Wojciech Puścion Dariusz Szczubiał Włodzimierz Środa Henryk Wardach Justyn Węglorz Albert Wójciak Andrzej Żurawski Trener: Tomasz Służałek \| | |
| Zbigniew Antończak Jerzy Hernas Janusz Klimek Andrzej Kokoszka Andrzej Kubaszczyk Artur Luszewski Jacek Ogłoza Marek Olechowski | Wojciech Puścion Dariusz Szczubiał Włodzimierz Środa Henryk Wardach Justyn Węglorz Albert Wójciak Andrzej Żurawski Trener: Tomasz Służałek |

| \| Paweł Bargieł Radosław Czerniak Artur Górny Witold Jankowski Stanisław Kiełbik Dariusz Kobylański Jerzy Kołodziejczak \| Jarosław Krysiewicz Andrzej Malewicz Tomasz Miłek Ryszard Prostak Andrzej Wierzgacz Dariusz Zelig Trener: Arkadiusz Koniecki \| | |
| Paweł Bargieł Radosław Czerniak Artur Górny Witold Jankowski Stanisław Kiełbik Dariusz Kobylański Jerzy Kołodziejczak | Jarosław Krysiewicz Andrzej Malewicz Tomasz Miłek Ryszard Prostak Andrzej Wierzgacz Dariusz Zelig Trener: Arkadiusz Koniecki |

| \| Stanisław Anacko Maciej Buczkowski Jacek Kałuża Stanisław Kiełbik Zenon Kozłowski Wojciech Krzykała Jarosław Ludzia Tadeusz Reschke \| Zbigniew Schmutzer Roman Serek Ryszard Wieczorek Mariusz Winiarski Paweł Wiski Jerzy Żywarski Trener: Jan Lewandowski \| | |
| Stanisław Anacko Maciej Buczkowski Jacek Kałuża Stanisław Kiełbik Zenon Kozłowski Wojciech Krzykała Jarosław Ludzia Tadeusz Reschke | Zbigniew Schmutzer Roman Serek Ryszard Wieczorek Mariusz Winiarski Paweł Wiski Jerzy Żywarski Trener: Jan Lewandowski |

| \| Piotr Baran Zbigniew Bogucki Dariusz Garstka Jarosław Jechorek Jacek Jóźwiak Tomasz Kiełpiński Eugeniusz Kijewski Jarosław Marcinkowski \| Krzysztof Pięta Marek Plewiński Tomasz Szafrański Tomasz Torgowski Zbyszko Włodarczak Paweł Zygman Trener: Tadeusz Dudziński Wojciech Krajewski \| | |
| Piotr Baran Zbigniew Bogucki Dariusz Garstka Jarosław Jechorek Jacek Jóźwiak Tomasz Kiełpiński Eugeniusz Kijewski Jarosław Marcinkowski | Krzysztof Pięta Marek Plewiński Tomasz Szafrański Tomasz Torgowski Zbyszko Włodarczak Paweł Zygman Trener: Tadeusz Dudziński Wojciech Krajewski |

| \| Piotr Baran Robert Białowąs Zbigniew Bogucki Dariusz Garstka Tomasz Jankowski Jarosław Jechorek Jacek Jóźwiak Tomasz Kiełpiński Eugeniusz Kijewski \| Nodar Korkija Jarosław Marcinkowski Marek Plewiński Władysław Puc Tomasz Szafrański Tomasz Torgowski Zbyszko Włodarczak Paweł Zygman Trener: Wojciech Krajewski \| | |
| Piotr Baran Robert Białowąs Zbigniew Bogucki Dariusz Garstka Tomasz Jankowski Jarosław Jechorek Jacek Jóźwiak Tomasz Kiełpiński Eugeniusz Kijewski | Nodar Korkija Jarosław Marcinkowski Marek Plewiński Władysław Puc Tomasz Szafrański Tomasz Torgowski Zbyszko Włodarczak Paweł Zygman Trener: Wojciech Krajewski |

| \| Wojciech Błoński Radosław Czerniak Artur Hnida Maciej Kida Jerzy Kołodziejczak Jarosław Krysiewicz Andrzej Malewicz Piotr Nizioł Dariusz Parzeński \| Krzysztof Putkowski Piotr Rakowski Paweł Turkiewicz Andrzej Wierzgacz Jarosław Wojdalski Dariusz Zelig Maciej Zieliński Trener: Mieczysław Łopatka \| | |
| Wojciech Błoński Radosław Czerniak Artur Hnida Maciej Kida Jerzy Kołodziejczak Jarosław Krysiewicz Andrzej Malewicz Piotr Nizioł Dariusz Parzeński | Krzysztof Putkowski Piotr Rakowski Paweł Turkiewicz Andrzej Wierzgacz Jarosław Wojdalski Dariusz Zelig Maciej Zieliński Trener: Mieczysław Łopatka |

| \| Wojciech Błoński Radosław Czerniak Artur Hnida Jerzy Kołodziejczak Jarosław Krysiewicz Dariusz Parzeński Paweł Turkiewicz \| Andrzej Wierzgacz Keith Williams Jarosław Wojdalski Dariusz Zelig Maciej Zieliński Jarosław Zyskowski Trener: Mieczysław Łopatka \| | |
| Wojciech Błoński Radosław Czerniak Artur Hnida Jerzy Kołodziejczak Jarosław Krysiewicz Dariusz Parzeński Paweł Turkiewicz | Andrzej Wierzgacz Keith Williams Jarosław Wojdalski Dariusz Zelig Maciej Zieliński Jarosław Zyskowski Trener: Mieczysław Łopatka |

| \| Wojciech Błoński Radosław Czerniak Marcin Grygowicz Maciej Kaca Jerzy Kołodziejczak Robert Kościuk Jarosław Krysiewicz Marcin Kuzian Dariusz Parzeński \| Dariusz Skowroński Paweł Turkiewicz Fred West Andrzej Wierzgacz Keith Williams Dariusz Zelig Jarosław Zyskowski Trener: Mieczysław Łopatka \| | |
| Wojciech Błoński Radosław Czerniak Marcin Grygowicz Maciej Kaca Jerzy Kołodziejczak Robert Kościuk Jarosław Krysiewicz Marcin Kuzian Dariusz Parzeński | Dariusz Skowroński Paweł Turkiewicz Fred West Andrzej Wierzgacz Keith Williams Dariusz Zelig Jarosław Zyskowski Trener: Mieczysław Łopatka |

| \| Wojciech Błoński Radosław Czerniak Marcin Grygowicz Maciej Kaca Jerzy Kołodziejczak Robert Kościuk Jarosław Krysiewicz \| Marcin Kuzian Dariusz Parzeński Dariusz Skowroński Andrzej Wierzgacz Keith Williams Jarosław Zyskowski Trener: Mieczysław Łopatka \| | |
| Wojciech Błoński Radosław Czerniak Marcin Grygowicz Maciej Kaca Jerzy Kołodziejczak Robert Kościuk Jarosław Krysiewicz | Marcin Kuzian Dariusz Parzeński Dariusz Skowroński Andrzej Wierzgacz Keith Williams Jarosław Zyskowski Trener: Mieczysław Łopatka |

| \| Hubert Białczewski Jerzy Binkowski Dominik Czubek Krzysztof Dryja Paweł Gawryjołek Adam Kulesza Tomasz Kwasiborski Jacek Rybczyński \| Marek Sobczyński Tyrice Walker Janusz Warmiak Keith Williams Michał Woźniak Adam Wójcik Tomasz Ziembiński Trener: Jacek Gembal \| | |
| Hubert Białczewski Jerzy Binkowski Dominik Czubek Krzysztof Dryja Paweł Gawryjołek Adam Kulesza Tomasz Kwasiborski Jacek Rybczyński | Marek Sobczyński Tyrice Walker Janusz Warmiak Keith Williams Michał Woźniak Adam Wójcik Tomasz Ziembiński Trener: Jacek Gembal |

| \| Jerzy Binkowski Ireneusz Chromicz Tomasz Cielebąk Maciej Kaca Jacek Krzykała Mirosław Łopatka \| Timothy Owens Ben Seltzer Dominik Tomczyk Tomasz Wilczek Maciej Zieliński Trener: Arkadiusz Koniecki \| | |
| Jerzy Binkowski Ireneusz Chromicz Tomasz Cielebąk Maciej Kaca Jacek Krzykała Mirosław Łopatka | Timothy Owens Ben Seltzer Dominik Tomczyk Tomasz Wilczek Maciej Zieliński Trener: Arkadiusz Koniecki |

| \| Hubert Białczewski Dominik Czubek Krzysztof Dryja Paweł Gawryjołek Leszek Karwowski Adam Kulesza Jeff Massey Dariusz Parzeński \| Jacek Rybczyński Krzysztof Sidor Tomasz Suski Piotr Szybilski Tyrice Walker Tomasz Ziembiński Trener: Wojciech Krajewski \| | |
| Hubert Białczewski Dominik Czubek Krzysztof Dryja Paweł Gawryjołek Leszek Karwowski Adam Kulesza Jeff Massey Dariusz Parzeński | Jacek Rybczyński Krzysztof Sidor Tomasz Suski Piotr Szybilski Tyrice Walker Tomasz Ziembiński Trener: Wojciech Krajewski |

Najwyższa klasa rozgrywkowa – PLK
| \| Jerzy Binkowski Łukasz Brzózka Bartosz Hondowski Jerzy Kołodziejczak Jacek Krzykała Mirosław Łopatka Joseph McNaull \| Raimonds Miglinieks Tomasz Wilczek Adam Wójcik Maciej Zieliński Jarosław Zyskowski Trener: Andrej Urlep \| | |
| Jerzy Binkowski Łukasz Brzózka Bartosz Hondowski Jerzy Kołodziejczak Jacek Krzykała Mirosław Łopatka Joseph McNaull | Raimonds Miglinieks Tomasz Wilczek Adam Wójcik Maciej Zieliński Jarosław Zyskowski Trener: Andrej Urlep |

| \| Andrzej Adamek Bartosz Hondowski Piotr Ignatowicz Jacek Krzykała Bartosz Kuźniarz Mirosław Łopatka Joseph McNaull \| Raimonds Miglinieks Kacha Szengelija Tomasz Wilczek Adam Wójcik Maciej Zieliński Jarosław Zyskowski Trener: Andrej Urlep \| | |
| Andrzej Adamek Bartosz Hondowski Piotr Ignatowicz Jacek Krzykała Bartosz Kuźniarz Mirosław Łopatka Joseph McNaull | Raimonds Miglinieks Kacha Szengelija Tomasz Wilczek Adam Wójcik Maciej Zieliński Jarosław Zyskowski Trener: Andrej Urlep |

| \| Alan Gregov Goran Karadžić Robert Kościuk Jacek Krzykała Mirosław Łopatka Joseph McNaull Charles O’Bannon \| Roberts Štelmahers Piotr Szybilski Tomasz Wilczek Adam Wójcik Maciej Zieliński Sebastian Zwolak Trener: Muli Katzurin \| | |
| Alan Gregov Goran Karadžić Robert Kościuk Jacek Krzykała Mirosław Łopatka Joseph McNaull Charles O’Bannon | Roberts Štelmahers Piotr Szybilski Tomasz Wilczek Adam Wójcik Maciej Zieliński Sebastian Zwolak Trener: Muli Katzurin |

| \| Dainius Adomaitis Aleksandar Avlijas Artur Bajer Tomasz Cielebąk Uvis Helmanis Harold Jamison Robert Kościuk \| Joseph McNaull Raimonds Miglinieks Dominik Tomczyk Adam Wójcik Maciej Zieliński Sebastian Zwolak Trener: Andrej Urlep \| | |
| Dainius Adomaitis Aleksandar Avlijas Artur Bajer Tomasz Cielebąk Uvis Helmanis Harold Jamison Robert Kościuk | Joseph McNaull Raimonds Miglinieks Dominik Tomczyk Adam Wójcik Maciej Zieliński Sebastian Zwolak Trener: Andrej Urlep |

| \| Andrzej Adamek Dainius Adomaitis Artur Bajer Rafał Bigus Michael Hawkins Oleg Kożeniec Aleksander Miłosierdow \| Tomas Pačėsas Robert Skibniewski Piotr Szybilski Dominik Tomczyk Paweł Wiekiera Michael Wright Maciej Zieliński Trener: Andrej Urlep \| | |
| Andrzej Adamek Dainius Adomaitis Artur Bajer Rafał Bigus Michael Hawkins Oleg Kożeniec Aleksander Miłosierdow | Tomas Pačėsas Robert Skibniewski Piotr Szybilski Dominik Tomczyk Paweł Wiekiera Michael Wright Maciej Zieliński Trener: Andrej Urlep |

| \| Marek Andruška Tomasz Andrzejewski Dusan Bocevski Valdas Dabkus Damir Krupalija Kris Lang Igor Miličić \| Jeff Nordgaard Tomas Pačėsas Andrzej Pluta Maciej Raczyński Armands Šķēle Piotr Szczotka Robert Witka Trener: Andrej Urlep \| | |
| Marek Andruška Tomasz Andrzejewski Dusan Bocevski Valdas Dabkus Damir Krupalija Kris Lang Igor Miličić | Jeff Nordgaard Tomas Pačėsas Andrzej Pluta Maciej Raczyński Armands Šķēle Piotr Szczotka Robert Witka Trener: Andrej Urlep |

| \| Filip Dylewicz Gintaras Einikis Goran Jagodnik Dušan Jelić Dragan Marković Tomas Masiulis Darius Maskoliūnas \| Mark Miller Piotr Moreń Tomas Pačėsas Andrzej Pluta Mariusz Redek Tomasz Świętoński Trener: Eugeniusz Kijewski \| | |
| Filip Dylewicz Gintaras Einikis Goran Jagodnik Dušan Jelić Dragan Marković Tomas Masiulis Darius Maskoliūnas | Mark Miller Piotr Moreń Tomas Pačėsas Andrzej Pluta Mariusz Redek Tomasz Świętoński Trener: Eugeniusz Kijewski |

| \| Mariusz Bacik Andrija Cirić Filip Dylewicz Desmon Farmer Goran Jagodnik Tomas Masiulis Darius Maskoliūnas Mark Miller \| Janusz Mysłowiecki István Németh Tomas Pačėsas Mateusz Pietkiewicz Aleksandar Radojević Adam Waczyński Adam Wójcik Trener: Eugeniusz Kijewski \| | |
| Mariusz Bacik Andrija Cirić Filip Dylewicz Desmon Farmer Goran Jagodnik Tomas Masiulis Darius Maskoliūnas Mark Miller | Janusz Mysłowiecki István Németh Tomas Pačėsas Mateusz Pietkiewicz Aleksandar Radojević Adam Waczyński Adam Wójcik Trener: Eugeniusz Kijewski |

| \| Michael Andersen Rashid Atkins Jakub Bogusz Christian Dalmau Filip Dylewicz Goran Jagodnik Adam Łapeta \| Tomas Masiulis István Németh Jeff Nordgaard Tomas Pačėsas Paweł Podgalski Adam Wójcik Trener: Eugeniusz Kijewski \| | |
| Michael Andersen Rashid Atkins Jakub Bogusz Christian Dalmau Filip Dylewicz Goran Jagodnik Adam Łapeta | Tomas Masiulis István Németh Jeff Nordgaard Tomas Pačėsas Paweł Podgalski Adam Wójcik Trener: Eugeniusz Kijewski |

| \| Michael Andersen Rashid Atkins Hüseyin Beşok Christian Dalmau Filip Dylewicz Rafał Frank Jasmin Hukić \| Tomas Masiulis Krzysztof Mielczarek Jeff Nordgaard Tomas Pačėsas Donatas Slanina Adam Wójcik Przemysław Zamojski Trener: Eugeniusz Kijewski \| | |
| Michael Andersen Rashid Atkins Hüseyin Beşok Christian Dalmau Filip Dylewicz Rafał Frank Jasmin Hukić | Tomas Masiulis Krzysztof Mielczarek Jeff Nordgaard Tomas Pačėsas Donatas Slanina Adam Wójcik Przemysław Zamojski Trener: Eugeniusz Kijewski |

| \| Filip Dylewicz Milan Gurović Christos Harissis Tim Kisner Mateusz Kostrzewski Adam Łapeta Tomas Masiulis Igor Miličić Krzysztof Roszyk \| Simonas Serapinas Mustafa Shakur Donatas Slanina Pape Sow Jovo Stanojević Adam Waczyński Daniel Wilkusz Przemysław Zamojski Trener: Tomas Pačėsas \| | |
| Filip Dylewicz Milan Gurović Christos Harissis Tim Kisner Mateusz Kostrzewski Adam Łapeta Tomas Masiulis Igor Miličić Krzysztof Roszyk | Simonas Serapinas Mustafa Shakur Donatas Slanina Pape Sow Jovo Stanojević Adam Waczyński Daniel Wilkusz Przemysław Zamojski Trener: Tomas Pačėsas |

| \| Tyrone Brazelton Pat Burke Ronnie Burrell Filip Dylewicz Daniel Ewing Adam Hrycaniuk Mateusz Kostrzewski Aleksander Krauze David Logan \| Adam Łapeta Sławomir Sikora Piotr Szczotka Tomasz Świętoński Qyntel Woods Jakub Załucki Przemysław Zamojski Trener: Tomas Pačėsas \| | |
| Tyrone Brazelton Pat Burke Ronnie Burrell Filip Dylewicz Daniel Ewing Adam Hrycaniuk Mateusz Kostrzewski Aleksander Krauze David Logan | Adam Łapeta Sławomir Sikora Piotr Szczotka Tomasz Świętoński Qyntel Woods Jakub Załucki Przemysław Zamojski Trener: Tomas Pačėsas |

| \| Ronnie Burrell Daniel Ewing Lorinza Harrington Adam Hrycaniuk Jan-Hendrik Jagla Mateusz Kostrzewski David Logan \| Adam Łapeta Łukasz Seweryn Piotr Szczotka Ratko Varda Qyntel Woods Przemysław Zamojski Trener: Tomas Pačėsas \| | |
| Ronnie Burrell Daniel Ewing Lorinza Harrington Adam Hrycaniuk Jan-Hendrik Jagla Mateusz Kostrzewski David Logan | Adam Łapeta Łukasz Seweryn Piotr Szczotka Ratko Varda Qyntel Woods Przemysław Zamojski Trener: Tomas Pačėsas |

| \| Tommy Adams Ronnie Burrell Courtney Eldridge Daniel Ewing Przemysław Frasunkiewicz Adam Hrycaniuk Mateusz Kostrzewski Adam Łapeta \| Łukasz Seweryn Piotr Szczotka Krzysztof Szubarga Ratko Varda Filip Widenow Robert Witka Qyntel Woods Przemysław Zamojski Trener: Tomas Pačėsas \| | |
| Tommy Adams Ronnie Burrell Courtney Eldridge Daniel Ewing Przemysław Frasunkiewicz Adam Hrycaniuk Mateusz Kostrzewski Adam Łapeta | Łukasz Seweryn Piotr Szczotka Krzysztof Szubarga Ratko Varda Filip Widenow Robert Witka Qyntel Woods Przemysław Zamojski Trener: Tomas Pačėsas |

| \| Jerel Blassingame Quinton Day Fiodor Dmitrijew Przemysław Frasunkiewicz Adam Hrycaniuk Michael Kuebler Adam Łapeta \| Donatas Motiejūnas Mateusz Ponitka Łukasz Seweryn Sławomir Sikora Piotr Szczotka Robert Witka Przemysław Zamojski Trener: Andrzej Adamek \| | |
| Jerel Blassingame Quinton Day Fiodor Dmitrijew Przemysław Frasunkiewicz Adam Hrycaniuk Michael Kuebler Adam Łapeta | Donatas Motiejūnas Mateusz Ponitka Łukasz Seweryn Sławomir Sikora Piotr Szczotka Robert Witka Przemysław Zamojski Trener: Andrzej Adamek |

| \| Zbigniew Białek Dejan Borovnjak Mantas Česnauskis Kamil Chanas Walter Hodge Quinton Hosley Paweł Jasnos \| Łukasz Koszarek Miloš Lopičić Filip Matczak Łukasz Seweryn Marcin Sroka Oliver Stević Radosław Trubacz Trener: Mihailo Uvalin \| | |
| Zbigniew Białek Dejan Borovnjak Mantas Česnauskis Kamil Chanas Walter Hodge Quinton Hosley Paweł Jasnos | Łukasz Koszarek Miloš Lopičić Filip Matczak Łukasz Seweryn Marcin Sroka Oliver Stević Radosław Trubacz Trener: Mihailo Uvalin |

| \| Michał Chyliński Filip Dylewicz Nemanja Jaramaz Jakub Karolak Denis Krestinin Damian Kulig Maciej Muskała Uroš Nikolić \| Mateusz Podanowski J.P. Prince Piotr Stelmach Tony Taylor Mike Taylor Łukasz Wiśniewski Ivan Žigeranović Trener: Miodrag Rajković \| | |
| Michał Chyliński Filip Dylewicz Nemanja Jaramaz Jakub Karolak Denis Krestinin Damian Kulig Maciej Muskała Uroš Nikolić | Mateusz Podanowski J.P. Prince Piotr Stelmach Tony Taylor Mike Taylor Łukasz Wiśniewski Ivan Žigeranović Trener: Miodrag Rajković |

| \| Aaron Cel Kamil Chanas Quinton Hosley Adam Hrycaniuk Łukasz Koszarek Maciej Kucharek Jure Lalić \| Patryk Pełka Russell Robinson Chevon Troutman Przemysław Zamojski Marek Zywert Kamil Zywert Trener: Sašo Filipovski \| | |
| Aaron Cel Kamil Chanas Quinton Hosley Adam Hrycaniuk Łukasz Koszarek Maciej Kucharek Jure Lalić | Patryk Pełka Russell Robinson Chevon Troutman Przemysław Zamojski Marek Zywert Kamil Zywert Trener: Sašo Filipovski |

| \| Dejan Borovnjak Dee Bost Jakub Der Nemanja Đurišić Karol Gruszecki Adam Hrycaniuk Łukasz Koszarek Vlad Moldoveanu \| Mateusz Ponitka Marcel Ponitka Szymon Szewczyk Radosław Trubacz Przemysław Zamojski Kamil Zywert Trener: Sašo Filipovski \| | |
| Dejan Borovnjak Dee Bost Jakub Der Nemanja Đurišić Karol Gruszecki Adam Hrycaniuk Łukasz Koszarek Vlad Moldoveanu | Mateusz Ponitka Marcel Ponitka Szymon Szewczyk Radosław Trubacz Przemysław Zamojski Kamil Zywert Trener: Sašo Filipovski |

| \| Jakub Der Nemanja Đurišić Vladimir Dragičević James Florence Karol Gruszecki Adam Hrycaniuk Thomas Kelati Łukasz Koszarek \| Wojciech Majchrzak Filip Matczak Jarosław Mokros Armani Moore Przemysław Zamojski Kamil Zywert Trener: Artur Gronek \| | |
| Jakub Der Nemanja Đurišić Vladimir Dragičević James Florence Karol Gruszecki Adam Hrycaniuk Thomas Kelati Łukasz Koszarek | Wojciech Majchrzak Filip Matczak Jarosław Mokros Armani Moore Przemysław Zamojski Kamil Zywert Trener: Artur Gronek |

| \| Marcel Afeltowicz Jaylin Airington Ivan Almeida Damian Ciesielski Ante Delaš Quinton Hosley Mário Ihring Rafał Komenda Paweł Leończyk \| Kamil Łączyński Bartosz Matusiak Michał Nowakowski Josip Sobin Szymon Szewczyk Jakub Wojciechowski Jarosław Zyskowski Trener: Igor Miličić \| | |
| Marcel Afeltowicz Jaylin Airington Ivan Almeida Damian Ciesielski Ante Delaš Quinton Hosley Mário Ihring Rafał Komenda Paweł Leończyk | Kamil Łączyński Bartosz Matusiak Michał Nowakowski Josip Sobin Szymon Szewczyk Jakub Wojciechowski Jarosław Zyskowski Trener: Igor Miličić |

| \| Olek Czyż Chase Simon Adam Piątek Aaron Broussard Ivan Almeida Igor Wadowski Kamil Łączyński Walerij Lichodiej \| Josip Sobin Jarosław Zyskowski Michał Ignerski Michał Michalak Szymon Szewczyk Oliwier Bednarek Trener: Igor Miličić \| | |
| Olek Czyż Chase Simon Adam Piątek Aaron Broussard Ivan Almeida Igor Wadowski Kamil Łączyński Walerij Lichodiej | Josip Sobin Jarosław Zyskowski Michał Ignerski Michał Michalak Szymon Szewczyk Oliwier Bednarek Trener: Igor Miličić |

| \| Drew Gordon Miłosz Góreńczyk Ludvig Håkanson Łukasz Koszarek Kacper Mąkowski Tony Meier Marcel Ponitka George King \| Ivica Radić Joe Thomasson Kacper Traczyk Mikołaj Witliński Przemysław Zamojski Jarosław Zyskowski Trener: Žan Tabak \| | |
| Drew Gordon Miłosz Góreńczyk Ludvig Håkanson Łukasz Koszarek Kacper Mąkowski Tony Meier Marcel Ponitka George King | Ivica Radić Joe Thomasson Kacper Traczyk Mikołaj Witliński Przemysław Zamojski Jarosław Zyskowski Trener: Žan Tabak |

| \| Denzel Andersson James Florence Jakub Garbacz Taurean Green Trey Kell Maciej Kucharek Jarosław Mokros Kamil Nawrot \| Mark Ogden Marcin Pławucki Dawid Rykowski Szymon Ryżek Chris Smith Josip Sobin Łukasz Wojciechowski Trener: Igor Miličić \| | |
| Denzel Andersson James Florence Jakub Garbacz Taurean Green Trey Kell Maciej Kucharek Jarosław Mokros Kamil Nawrot | Mark Ogden Marcin Pławucki Dawid Rykowski Szymon Ryżek Chris Smith Josip Sobin Łukasz Wojciechowski Trener: Igor Miličić |

| \| Jakub Bereszyński Justin Bibbs Sebastian Bożenko Aleksander Dziewa Michał Gabiński Kacper Gordon Miłosz Góreńczyk Bartosz Jadaś Kodi Justice Kerem Kanter Jakub Karolak Łukasz Kolenda \| Aleksander Leńczuk Kacper Marchewka Martins Meiers Ivan Ramljak Szymon Tomczak D’mitrik Trice Travis Trice Szymon Walski Jan Wójcik Maksymilian Zagórski Trener: Andrej Urlep \| | |
| Jakub Bereszyński Justin Bibbs Sebastian Bożenko Aleksander Dziewa Michał Gabiński Kacper Gordon Miłosz Góreńczyk Bartosz Jadaś Kodi Justice Kerem Kanter Jakub Karolak Łukasz Kolenda | Aleksander Leńczuk Kacper Marchewka Martins Meiers Ivan Ramljak Szymon Tomczak D’mitrik Trice Travis Trice Szymon Walski Jan Wójcik Maksymilian Zagórski Trener: Andrej Urlep |

| \| Kacper Borowski Bryce Brown Zac Cuthbertson Phil Fayne George Hamilton Mateusz Kostrzewski Filip Matczak \| Andrzej Mazurczak Tony Meier Konrad Rosiński Konrad Szymański Aleksander Wiśniewski Maciej Żmudzki Trener: Arkadiusz Miłoszewski \| | |
| Kacper Borowski Bryce Brown Zac Cuthbertson Phil Fayne George Hamilton Mateusz Kostrzewski Filip Matczak | Andrzej Mazurczak Tony Meier Konrad Rosiński Konrad Szymański Aleksander Wiśniewski Maciej Żmudzki Trener: Arkadiusz Miłoszewski |

### Historyczna mapa reprezentantów PLK
Na poniższej mapie zaznaczono miasta, które posiadały (bądź nadal posiadają) drużyny występujące w najwyższej klasie rozgrywkowej w Polsce (później PLK), na przestrzeni całej historii rozgrywek ligowych w kraju.

## Nazwy klubów ekstraklasy
- Anwil Włocławek – Anwil Nobiles Włocławek – Nobiles Włocławek
- AMW Arka Gdynia – Krajowa Grupa Spożywcza Arka Gdynia – Suzuki Arka Gdynia – Asseco Arka Gdynia – Asseco Gdynia – Asseco Prokom Gdynia – Assesco Prokom Sopot – Prokom Trefl Sopot – Trefl Sopot
- AZS Warszawa – AZS-AWF Warszawa
- Bank BPS Basket Kwidzyn – MTS Basket Kwidzyn
- Bobry Bytom – Stal Bobrek Bytom – Browary Tyskie Bobry Bytom – Ericsson Bobry Bytom
- Energa Ico Sea Czarni Słupsk - Grupa Sierleccy Czarni Słupsk – Energa Czarni Słupsk – Czarni Słupsk – Brok-M&S Okna Słupsk – Brok Słupsk – Brok-Alkpol Czarni Słupsk – Alkpol-Czarni Słupsk
- Gwardia Wrocław – Aspro Wrocław
- Lech Poznań – KPW Poznań – KKS Poznań – ZZK Poznań – Kolejarz Poznań – Lech Batimex Poznań
- Legia Warszawa – CWKS Warszawa
- ŁKS Łódź – Włókniarz Łódź – YMCA Łódź (w 1949 r., w wyniku reorganizacji polskiego sportu, YMCA została rozwiązana, a cała jej drużyna weszła w skład Łódzkiego Klubu Sportowego stając się jedną z jego sekcji, który wkrótce zmienił nazwę na Włókniarz Łódź)
- Mazowszanka Pruszków – Mazowszanka Pekaes Pruszków – Pekaes Pruszków – Hoop-Pekaes Pruszków
- Pogoń Ruda Śląska
- Polonia Warszawa – Polonia-Warbud Warszawa – Polonia-SPEC Warszawa – Kolejarz Warszawa
- Społem Łódź – Tur Łódź – Spójnia Łódź
- Spójnia Stargard Szczeciński – Komfort Forbo Stargard Szczeciński
- Zastal Zielona Góra - Orlen Zastal Zielona Góra - Enea Stelmet Zastal Zielona Góra – Enea Zastal BC Zielona Góra – Zastal Enea BC Zielona Góra – Stelmet Enea BC Zielona Góra – Stelmet BC Zielona Góra – Stelmet Zielona Góra – Zastal Zielona Góra
- WKS Śląsk Wrocław – PCS Śląsk Wrocław – Śląsk Eska Wrocław – Zepter Śląsk Wrocław – Zepter Idea Śląsk Wrocław – Idea Śląsk Wrocław – Deichmann Śląsk Wrocław – Era Śląsk Wrocław – Asco Śląsk Wrocław – Basco Śląsk Wrocław
- Wisła Kraków – Gwardia Kraków
- Zagłębie Sosnowiec – Victoria Sosnowiec

## Ciekawostki
- Pierwszym czarnoskórym graczem w lidze był Kent Washington (Start Lublin 1978−1981, Zagłębie Sosnowiec 1981−1983). Zagrał on również epizod w filmie „Miś” jako młody Ryszard Ochódzki – „kiedy był murzynem i grał w kosza”;
- Pierwszym zawodnikiem drużyny PLK, grającym wcześniej w NBA, był Ricky Calloway w sezonie 1996/97 występujący w AZS Toruń, a w sezonie 1990/91 w Sacramento Kings;
- Rekord frekwencji na meczu PLK wynosi 10 152 osoby, a ustanowiono go 14 kwietnia 2012 w trójmiejskiej Ergo Arenie podczas spotkania Trefl Sopot – Asseco Prokom Gdynia (73:77)[38][39]. Poprzedni rekord wynosił 10 015 widzów i padł 21 listopada 2010, również w Ergo Arenie podczas meczu Trefl Sopot – Asseco Prokom Gdynia (69:79)[40].
- Zwycięstwo najwyższą różnicą punktów – 96, w meczu Legia Warszawa – King Szczecin 137:43 (28 marca 2021)[41].

## Galeria

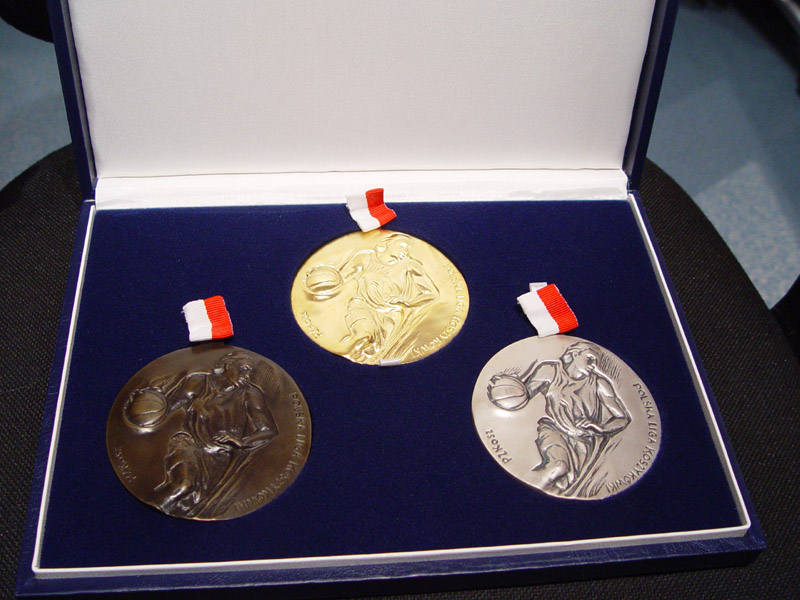
Medale PLK
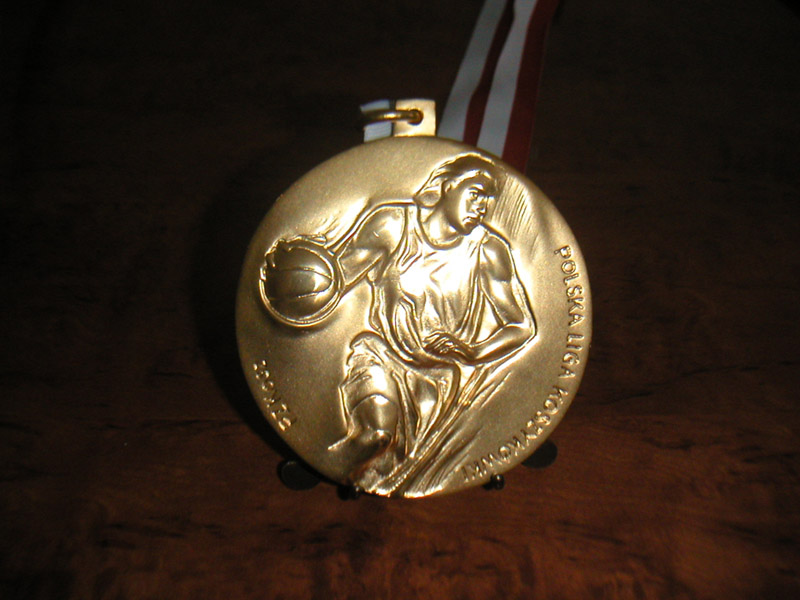
Złoty medal
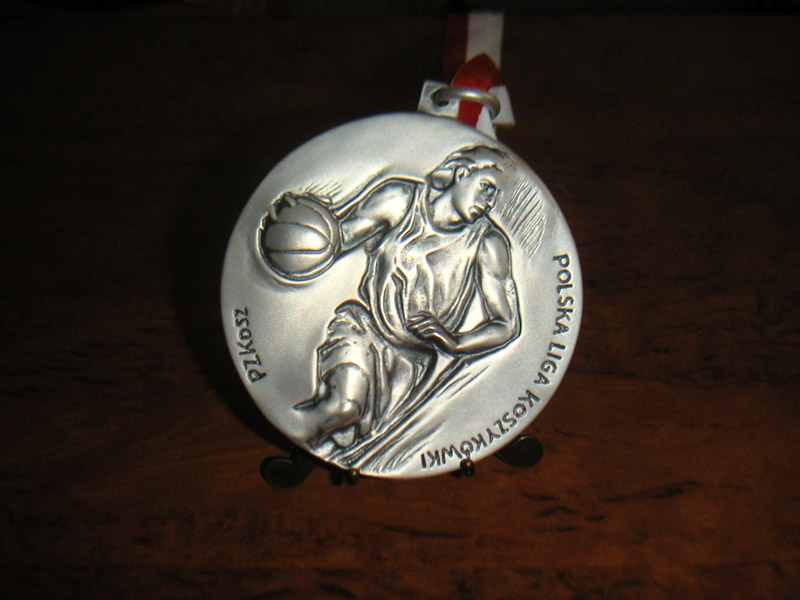
Srebrny medal
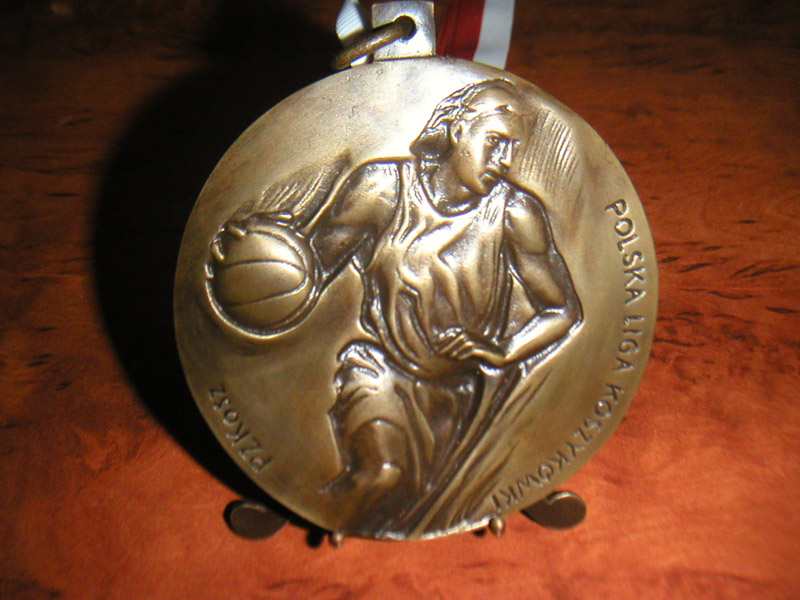
Brązowy medal